# Primiero San Martino di Castrozza
Primiero San Martino di Castrozza ist eine italienische Gemeinde (comune) mit 5113 Einwohnern (Stand 31. Dezember 2023) in der Provinz Trient (Region Trentino-Südtirol). Sie ist Teil der Talgemeinschaft Comunità di Primiero.

## Geographie
Primiero San Martino di Castrozza ist eine Streugemeinde im Primiero am Oberlauf des Cismon. Sie ist mit knapp über 200 km² die größte Gemeinde im Trentino und grenzt unmittelbar an die Provinz Belluno in Venetien. Der Gemeindesitz in Fiera di Primiero liegt etwa 56 Kilometer nordnordöstlich von Trient. Die beiden am äußersten Rand des Gemeindegebiets liegenden Fraktionen Passo Rolle im Norden und Transacqua im Süden liegen über 14 Kilometer weit voneinander entfernt.
Die Nachbargemeinden sind Canal San Bovo, Imer, Mezzano, Moena, Predazzo, Sagron Mis alle im Trentino liegend sowie die Belluneser Gemeinden Canale d’Agordo, Cesiomaggiore, Falcade, Gosaldo und Taibon Agordino.

## Geschichte
Die Gemeinde Primiero San Martino di Castrozza entstand 2016 aus dem Zusammenschluss der bis dahin eigenständigen Gemeinden Fiera di Primiero, Siror, Tonadico und Transacqua.

## Verwaltungsgliederung
Zur Gemeinde gehören 8 Fraktionen: Fiera di Primiero (Gemeindesitz), Nolesca, Passo Rolle, Pieve, San Martino di Castrozza, Siror, Tonadico und Transacqua.

## Verkehr
Durch die Gemeinde führt die Strada Statale 50 del Grappa e del Passo Rolle von Ponte nelle Alpi nach Predazzo.